# Segelfalterfisch
Der Segelfalterfisch (Parachaetodon ocellatus), auch Fünfbinden-Falterfisch genannt, ist eine Art aus der Familie der Falterfische der im westlichen Pazifik von den Ogasawara-Inseln bis Australien vorkommt.

## Merkmale
Der Fisch hat einen silbrig weißen, hochrückigen und seitlich abgeflachten Körper. Charakteristisch für ihn sind die fünf senkrechten gelblichen, dunkel eingefassten Streifen. Der vorderste dieser Streifen verläuft dabei über die Augen, der letzte liegt auf dem Schwanzstiel. Wie für viele Falterfische typisch hat auch der Segelfalterfisch im hinteren Bereich der Rückenflosse einen auffälligen, hell umsäumten, schwarzen Augenfleck. Dieser Augenfleck ist eine Anpassung an optisch orientierte Fressfeinde. Raubfische fokussieren sich bei der Verfolgung ihrer Beutefische häufig auf deren Augen und werden so in Hinblick auf deren Fluchtrichtung getäuscht. Von den Falterfischen der nah verwandten Gattung Chaetodon unterscheidet sich der Segelfalterfisch durch die ungewöhnlich geformte Rückenflosse, die nur sechs bis sieben Flossenstacheln besitzt, während die der Chaetodon-Arten neun oder mehr Flossenstacheln aufweisen.
Der Segelfalterfisch erreicht eine Länge von bis zu 18 cm.
- Flossenformel: Dorsale VI–VII/28–30, Anale III/18–20.

## Lebensweise
Der Segelfalterfisch lebt in Tiefen von 5 bis 40 Metern, eher über Schlick- und Schlammböden als in Korallenriffen. Er bildet kleine bis große Schwärme, die hunderte Fische umfassen können. Während der Fortpflanzungszeit lebt die Art paarweise. Jungfische leben oft in großen Lagunen in geringer Wassertiefe zwischen Seegräsern.

## Systematik
Die Fischart wurde erstmals 1831 durch den französischen Naturforscher Georges Cuvier beschrieben und erhielt damals den Namen Platax ocellatus. Bleeker stellte die Art 1850 in die Gattung Chaetodon. 1874 führte er für die Art Chaetodon oligacanthus die Gattung Parachaetodon ein, in die auch der Segelfalterfisch gestellt wurde. Chaetodon oligacanthus gilt bei Fishbase als Synonym von Parachaetodon ocellatus, im Catalog of Fishes ist es eine eigenständige Art, gehört jedoch zu Chaetodon, so das Parachaetodon zur Zeit monotypisch ist.